# Ноель Фіцпатрік
Мартін Ноель Гальгані Фіцпатрік (англ. Martin Noel Galgani Fitzpatrick) — провідний світовий ветеринарний лікар нейрохірург, ортопед, визнаний та поважаний у всьому світі як справжній лідер та експерт думки у своїй галузі.

## Освіта
Ноель отримав ступінь бакалавра ветеринарної медицини в Дублінському університеті в 1990 році. Після отримання стипендій в Пенсильванському та Гентському університетах, він продовжував завершувати отримання сертифікатів RCVS (англ. The Royal College of Veterinary Surgeons) з ортопедії та рентгенології невеликих тварин.
Він здобув статус фахового спеціаліста, склавши іспити як у США, так і у Великій Британії, отримавши ступінь ACVSMR (англ. American College of Veterinary Sports Medicine and Rehabilitation) в Американському коледжі ветеринарної спортивної медицини та реабілітації і диплом з хірургії малих тварин (ортопедія) (англ. DSAS — Diploma in Small Animal Surgery, Orth).

## Ветеринарна діяльність
У 2005 році він відкрив ветеринарну реферальну (англ. referral — «напрям») клініку «Fitzpatrick Referrals», найвідоміший та спеціалізований ортопедичний та нейрохірургічний заклад у Великій Британії в графствіі Суррей, в якому працюють понад 250 лікарів ветеринарів та до якого входять найвизначніші хірургічні, діагностичні та реабілітаційні установи такі, як неврологічний центр в Ішингу та лікарня онкології та м'яких тканин в Ґілфорді.
Ноель головує та є головним хірургом у «Fitzpatrick Referrals». Він особливо досвідчений в малоінвазивній артроскопічній хірургії, хворобі спинних дисків, деформаціях кінцівок, процедурі із заміни суглобів, регенеративній медицині та відновленні кінцівок при важких травмах або раку. Йому вдається інноваційне вирішення складних проблем, одночасно просуваючи та забезпечуючи ефективність та етичність. Він розробив більше 30 нових методик, включаючи кілька світових.
У 2009 році він став першим ветеринарним хірургом у світі, який успішно застосував передній ампутаційний протез (так званий PerFiTS) на кішку, яку звали Оскар, що втратила обидві передні лапи при аварії. У 2015 році Ноель та Оскар потрапили до книги рекордів Гіннеса.
«Humanimal Trust» — це благодійна організація, заснована Фіцпатріком у 2014 році, щоб відстоювати «одну медицину» та надихнути нове покоління на активне досягнення конвергенції охорони здоров'я, людини та тварин. Ця визначна доброчинність має на меті підвищити обізнаність та створити форум для спільної роботи, а також фінансувати програми досліджень та тренінгів, які сприятимуть проактивному співробітництву між ветеринарами, лікарями, біоінженерами та вченими усіх видів на благо всіх живих істот. У проєкті «Humanimal Trust» беруть участь як вакциновані собаки, так і коти. Вони разом із волонтерами відвідують лікарні, хоспіси, інтернати, денні центри, школи з особливими потребами та багато інших закладів, що забезпечують комфорт, спілкування та терапію. Наприклад «Pets as Therapy» (PAT) візитує до дитячої лікарні з ціллю добродійного впливу на одужання дітей.
|  | Я щиро вірю, що відносини між людьми та співробітниками-колегами ветеринарної клініки, це відкрита, чесна і найорганізованіша структура, яка наблизить нас до справедливого суспільства, де перемагають усі пацієнти - не один вид за рахунок іншого, а скоріше врятувати життя, щоб врятувати іншого.Оригінальний текст (англ.) I passionately believe that a framework among human and veterinary clinical colleagues, that is open, honest and most of all, organised, will bring us closer to a just society where all patients win – not one species at the expense of the other, but rather saving a life to help save anothe. |

Систематизовані та придбані за час практики у ветеринарній медицині, знання та досліджені матеріали були представлені на 4-му Всесвітньому ветеринарному ортопедичному конгресі, курорті Бівер Білл, Брекенрідж, штат Колорадо, 1-8 березня 2014 року, а також відбулася 23-а щорічна наукова зустріч Європейського коледжу ветеринарних хірургів у конференц-центрі «Bella Sky», Копенгагені, Данія, 3-5 липня 2014 року. Унікальні розробки з використанням, в тому числі, технології «Fitzbionics» досягли нової системи фіксації гвинтово-стрижневої опори для собачого попереково-крижового суглоба. Компанія, директором якої є Ноель, була створена для проектування, розробки, виготовлення, тестування та впровадження нових імплантатів для полегшення болю та страждань тварин. 
Імплантати виготовляються на індивідуальне замовлення групою відданих дослідників та біоінженерів для конкретних пацієнтів, які потребують рішень, яких немає у вільному доступі. Ряд технологій «Fitzbionics» був представлений не лише у шанованих ветеринарних журналах, але й у телерадіомовному світі.
У 2015 році Ноель відкрив другу сучасну лікарню в графстві Суррей, присвячену онкології та м'яким тканинам, переформувавши стандарт лікування раку та догляду за свійськими тваринами.
Розвивається ще один центр в направленні полегшеної практики під назвою Інститут Фіцпатріка для відновлення скелетної тканини (англ. Fitzpatrick Institute for the Restoration of Skeletal Tissue, FIRST — ПЕРШИЙ). Мета нового засобу полягає у наданні ряду валідованих доказів варіантів лікування складних станів нервово-м'язової системи. Це включає поєднання нових досягнень в області біоматеріалів з революцією регенеративної медицини.

## Наукові дослідження
Ноель — доцент кафедри ветеринарної медицини університету Флориди (англ. Florida School Of Veterinary Medicine). Він є одним із партнерів-засновників та професором ортопедії Ветеринарної школи в Університеті Суррей (англ. Veterinary School at The University of Surrey). Він отримав ступінь доктора в Університеті Суррею за внесок у медичну науку та почесний ступінь.
Професор виявив безпрецедентну прихильність до академічних досліджень приватної ветеринарної практики, був автором десятків рецензованих робіт упродовж останніх десяти років. Різноманітні дослідження, в результаті яких він встановив доцільність та докази хірургічних методик та імплантатів, а також з'ясував епідеміологію захворювань. Сюди входить публікація алгоритму лікування для усунення дисплазії ліктьових суглобів та звітування про результати та частоту ускладнень у серії з понад 1000 послідовних остеотомій великогомілкової кістки.

## Телебачення та ЗМІ
Професор Ноель Фіцпатрік та його команда стали предметом ряду телевізійних документальних фільмів, які транслювались у всьому світі. У 2010 році BBC замовила шість епізодів «Bionic Vet», демонструючи науковий підхід до ветеринарних процедур Ноеля. У 2014 році «4 канал» (англ. Channel 4) почав транслювати в ефірі «The Supervet», це 10 вдалих фактографічних серій. Програма досліджує значення зв'язку людини і тварин у суспільстві та нашу моральну відповідальність за тварин у контексті сучасної медичної та хірургічної допомоги.
Останні три роки Ноель був гостем на 4-му каналі в кінологічній телепередачі «Crufts», щоб поділитися своїм досвідом та принципами відповідальної опіки над тваринами.
У 2017 році він був ведучим разом зі Стівом Джонсом (англ. Steve Jones) та Кейт Квілтон (англ. Kate Quilton) у програмі «Animal Rescue Live», шоу 4 каналу, яке проходило в прямому ефірі протягом 5 днів поспіль. Шоу ставило за мету повернути додому якомога більшої кількості врятованих домашніх тварин, а також підвищення рівня обізнаності для усиновлення тварин по всій країні та сприяння відповідальному догляду за тваринами.

### Фільмографія
| Рік       |   | Українська назва                                | Оригінальна назва           | Роль                                 |
| --------- | - | ----------------------------------------------- | --------------------------- | ------------------------------------ |
| 1993      | с | Суто англійське вбивство, епізод Гроші задарма. | The Bill. Money for Nothing | Террі / Моріс Такер                  |
| 2001      | ф | Лондонське полум'я                              | London's Burning, 1 episode | Біллі                                |
| 2002—2010 | с | Серцебиття                                      | Heartbeat (TV Series)       | ветеринар Ендрю Лоуренс / Габріель   |
| 2001      | ф | За пагорбом                                     | Over the Hill               | Террі                                |
| 2001      | ф | Стрімголов                                      | Head over Heels             | Террі                                |
| 2003      | ф | Татуювання диявола                              | The Devil's Tattoo          | Кроуфорд                             |
| 2004      | ф | Жити за мить                                    | Live for the Moment         | доктор Девід Фаулер                  |
| 2005      | ф | Катастрофа                                      | Casualty                    | Ієн Грір                             |
| 2008      | ф | Підстава                                        | Framed                      | Інспектор Беккет                     |
| 2002      | ф | Брудний Лен                                     | Dirty Len                   | Ендрю Лоуренс                        |
| 2010—2011 | с | Біонічний ветеринар                             | The Bionic Vet              | нейро-ортопедичний ветеринар, хірург |
| 2005      | с | Дика природа SOS                                | BBC Wildlife SOS            | ветеринар                            |

### Особисті проекти
| Рік       |    | Українська назва      | Оригінальна назва     | Роль                                                          |
| --------- | -- | --------------------- | --------------------- | ------------------------------------------------------------- |
| 2014—2020 | с  | Суперветеринар        | The Supervet          | Засновник, співпродюсер, виконавчій продюсер, ведучій, хірург |
| 2005      | тф | Референції Фіцпатріка | Fitzpatrick Referrals | Засновник, директор, проектант, хірург                        |

## Публічні виступи та події
Протягом більш ніж десятиліття він прочитав понад 700 лекцій по всьому світу, в тому числі — лектором як на соціальних, так і на ветеринарних конгресах. Професора регулярно запрошують виступати та надихати аудиторії зі сторони ветеринарної та медичної галузі, та за її межами, включаючи студентів, військових британської армії, представників мистецтва та літератури, фінансистів та незалежних спостерігачів.
У 2018 році Ноель здійснив свій перший загальнонаціональний «арена-тур», він перший ветеринарний лікар, що здійснив подібного роду публічний виступ. Інформація туру поділилася розумінням особистого шляху Ноеля від його ранніх років в Ірландії і до сьогодні, коли майбутнє медицини наповнене неймовірним потенціалом.
Ноель є партнером-засновником і професором ветеринарної школи Університету Суррей, яку офіційно відкрила у жовтні 2015 року її Величність Королева.
Ноель також є засновником ветеринарного фестивалю «VET Festival», унікальної дводенної конференції для ветеринарних лікарів, що практикують ветеринарну підготовку домашніх тварин з надією в майбутнє, команду мрій (англ. dream team). А також — організації та залучення до фестивалю всесвітньо поважних лекторів, які пропонують постійний професійний розвиток світового класу (CPD, Continuing Professional Development) та фахівців з медицини людини з усього світу.
У 2009 році Ноель заснував організацію заходів під назвою «Fitz All Media», які об'єднують три успішні події, включаючи Національну виставку домашніх тварин (NEC Бірмінгем) та «DogFest» (що проводився на трьох майданчиках у 2018 році в Хартфордширі, Чеширі та Бристолі). Останні відзначають зв'язок, який люди поділяють з домашніми улюбленцями, а саме — як із власною сім'єю.

## Вдячність пацієнтів
Його колеги та пацієнти безмежно вдячні за надійне джерело знань та інформацію, які рухають та надихають інших, а тако ж особисто Ноєлю Фіцпатріку за його діяльність під своїм керівництвом, життєдіяльність, вчення та пристрасть надавати надію та рішення у складних ситуаціях тваринам та їхнім родинам.